# Spoorbrug Zuidbroek
De Spoorbrug Zuidbroek over het A.G. Wildervanckkanaal nabij Zuidbroek maakt deel uit van de Spoorlijn Harlingen - Nieuwe Schans. De spoorlijn is niet geëlektrificeerd en wordt bereden met dieseltreinen.

## Constructie
De stalen basculebrug bestaat uit een geklonken deel en een gelast deel.